# Mirela Demireva
Mirela Demireva (née le 28 septembre 1989 à Sofia) est une athlète bulgare spécialiste du saut en hauteur, vice-championne olympique en 2016.

## Carrière
Demireva a été médaillée de bronze aux championnats d'Europe juniors en 2007 et a été vice-championne du monde junior en 2008. En 2012 à Lucerne, elle bat son record personnel vieux de 5 ans en franchissant une barre à 1,95 m (son précédent record était de 1,88 m) et réalise donc les minima requis pour participer aux Championnats d'Europe et aux Jeux olympiques.
Elle se qualifie en finale des Championnats du monde le 27 août 2015 avec 1,92 m où elle termine neuvième avec 1,88 m.
En septembre 2015, Demireva part à Zoetermeer aux Pays-Bas pour s'entraîner avec Rini van Leeuwen. Blessée à la cheville durant l'hiver suivant, la Bulgare ouvre sa saison 2016 le 14 mai où elle se classe 5e du Shanghai Golden Grand Prix 2016 avec une marque d'1,88 m au troisième essai. Quatre jours plus tard, la Bulgare s'impose au World Challenge de Pékin avec 1,93 m, devançant sur le podium les Ouzbeks Svetlana Radzivil et Nadiya Dusanova (1,90 m),.

### Vice championne d'Europe et olympique (2016)
Le 18 juin 2016 à Szczecin, Mirela Demireva bat son record personnel de 2012 de deux centimètres, effaçant une barre à 1,97 m. Elle échoue par trois fois à 1,99 m, barre que seule Kamila Lićwinko franchit. Le 6 juillet, la Bulgare remporte sa première médaille internationale séniore en décrochant l'argent, ex aequo avec Airinė Palšytė, des Championnats d'Europe d'Amsterdam avec un saut à 1,96 m, derrière Ruth Beitia (1,98 m). Le 22 juillet, elle est de nouveau battue par Ruth Beitia lors du London Anniversary Games, 1,98 m pour l'Espagnole contre 1,95 m pour la Bulgare. Le 20 août, Mirela Demireva devient vice-championne olympique à l'occasion de la finale des Jeux olympiques de Rio avec un saut à 1,97 m, record personnel égalé. Elle est devancée aux essais par Ruth Beitia et remporte ainsi sa première médaille olympique.
Moins en forme lors de la saison 2017 où elle ne franchit qu'1,90 m, elle est invitée par l'IAAF aux Championnats du monde de Londres car elle figure dans le top 32 mondial. Lors des qualifications, le 10 août, elle réalise sa meilleure performance de la saison à 1,92 m et rejoint la finale. Deux jours plus tard, en finale, elle égale cette hauteur et termine 7e.
Mirela Demireva commence la saison 2018 par un circuit hivernal, le 3 février à Karlsruhe. Elle déjoue les pronostics en s'imposant face à la favorite Yuliya Levchenko, auteur de 1,97 m durant le mois de janvier. La Bulgare remporte le concours avec 1,95 m, record personnel en salle, devant Levchenko qui doit se contenter d'1,92 m,. Le 17 février, aux championnats des Balkans en salle d'Istanbul, elle est incapable de franchir sa barre d'entrée à 1,83 m et se retrouve dernière de la compétition. Le 1er mars, elle termine 6e des championnats du monde en salle de Birmingham avec un saut à 1,89 m.

### Barre des 2,00 m et vice-championne d'Europe (2018)
Lors de la saison estivale, la Bulgare joue au duel avec la Russe Mariya Lasitskene, lors de leurs 4 premières compétitions de l'année. Lasitskene s'impose à chacune de leurs confrontations, mais Demireva montre une certaine régularité. À Shanghai, Rome et Hengelo, elle finit toujours 2e avec 1,94 m, avant d'échouer à un record personnel égalé à 1,97 m. Le 10 juin, au Bauhaus-Galan de Stockholm, elle devient la 74e femme de l'histoire à effacer la barre des 2,00 mètres, record personnel, pour n'être battue qu'aux essais par Lasitskene.
Le 13 juillet, à Rabat, Mirela Demireva met fin à la série de 45 victoires consécutives de Mariya Lasitskene, parvenant à franchir 1,94 m, ce que la Russe est anormalement capable de faire. Elle s'octroie la victoire devant Yuliya Levchenko (1,94 m également), la première de sa saison. Le 21, elle remporte son troisième titre (après 2015 et 2016) aux championnats des Balkans, cette fois dans son pays à Stara Zagora, avec une performance de 1,95 m, avant d'échouer à 2,03 m.
Le 10 août 2018, dans le stade olympique de Berlin pour les championnats d'Europe, Mirela Demireva prend le risque de faire l'impasse à 1,96 et 1,98 m, alors qu'elle est en 5e position. Elle parvient à effacer la barre des 2,00 m à son troisième essai, égale son record personnel, et remporte la médaille d'argent derrière la Russe Mariya Lasitskene (2,00 m).
Elle se classe 10e des championnats du monde 2019 avec 1,89 m.

## Vie privée
Elle est la fille de Krassimir Demirev, champion d'Europe junior sur 400 mètres haies en 1981 et de Valya Demireva, 4e des championnats du monde de 1987 et 5e des Jeux olympiques de 1988 sur le relais 4 x 100 m.

## Palmarès
| Date | Compétition                       | Lieu             | Résultat | Marque |
| ---- | --------------------------------- | ---------------- | -------- | ------ |
| 2007 | Championnats d’Europe juniors     | Hengelo          | 3e       | 1,82 m |
| 2008 | Championnats des Balkans en salle | Athènes          | 3e       | 1,80 m |
| 2008 | Championnats du monde juniors     | Bydgoszcz        | 2e       | 1,86 m |
| 2009 | Championnats des Balkans en salle | Athènes          | 2e       | 1,84 m |
| 2012 | Championnats d'Europe             | Helsinki         | 8e       | 1,92 m |
| 2013 | Championnats d'Europe en salle    | Göteborg         | 7e       | 1,87 m |
| 2014 | Championnats des Balkans          | Pitești          | 2e       | 1,87 m |
| 2015 | Championnats d'Europe par équipes | Stara Zagora     | 1re      | 1,91 m |
| 2015 | Championnats des Balkans          | Pitești          | 1re      | 1,91 m |
| 2015 | Championnats du monde             | Pékin            | 9e       | 1,88 m |
| 2016 | Championnats des Balkans          | Pitești          | 1re      | 1,91 m |
| 2016 | Championnats d'Europe             | Amsterdam        | 2e       | 1,96 m |
| 2016 | Jeux olympiques                   | Rio de Janeiro   | 2e       | 1,97 m |
| 2017 | Championnats d'Europe par équipes | Vaasa            | 3e       | 1,80 m |
| 2017 | Championnats des Balkans          | Novi Pazar       | 2e       | 1,88 m |
| 2017 | Championnats du monde             | Londres          | 7e       | 1,92 m |
| 2017 | Ligue de diamant                  | Ligue de diamant | 8e       | 1,84 m |
| 2018 | Championnats des Balkans en salle | Istanbul         | finale   | NM     |
| 2018 | Championnats du monde en salle    | Birmingham       | 6e       | 1,89 m |
| 2018 | Championnats des Balkans          | Stara Zagora     | 1re      | 1,95 m |
| 2018 | Championnats d'Europe             | Berlin           | 2e       | 2,00 m |
| 2019 | Championnats d'Europe par équipes | Varazdin         | 1re      | 1,94 m |
| 2019 | Championnats des Balkans          | Pravetz          | 1re      | 1,91 m |
| 2019 | Championnats du monde             | Doha             | 10e      | 1,89 m |
| 2021 | Jeux olympiques                   | Tokyo            | 12e      | 1,93 m |
| 2022 | Championnats du monde en salle    | Belgrade         | 8e       | 1,88 m |
| 2022 | Championnats d'Europe             | Munich           | 9e       | 1,86 m |

• Championnats du monde : qualifications en 2013
• Championnats d'Europe : qualifications en 2014
• Championnats d'Europe en salle : qualifications en 2015

## Records
| Épreuve         | Type      | Marque | Lieu             | Date                      |
| --------------- | --------- | ------ | ---------------- | ------------------------- |
| Saut en hauteur | Plein air | 2,00 m | Stockholm Berlin | 10 juin 2018 10 août 2018 |
| Saut en hauteur | En salle  | 1,95 m | Karlsruhe        | 3 février 2018            |